# Kohlemassewiderstand
Ein Kohlemassewiderstand, auch Kohleverbundwiderstand, ist eine Bauart eines elektrischen Widerstandes, bei dem das Widerstandselement im Gegensatz zu Draht- und Schichtwiderständen aus einem Volumenkörper aus einem Graphit/Keramik-Komposit besteht. Die Widerstände werden daher englisch Carbon Composition Resistor, kurz CCR, bezeichnet. Der Aufbau ähnelt dem Keramikmassewiderstand, für welchen die gleiche Abkürzung gebräuchlich ist.

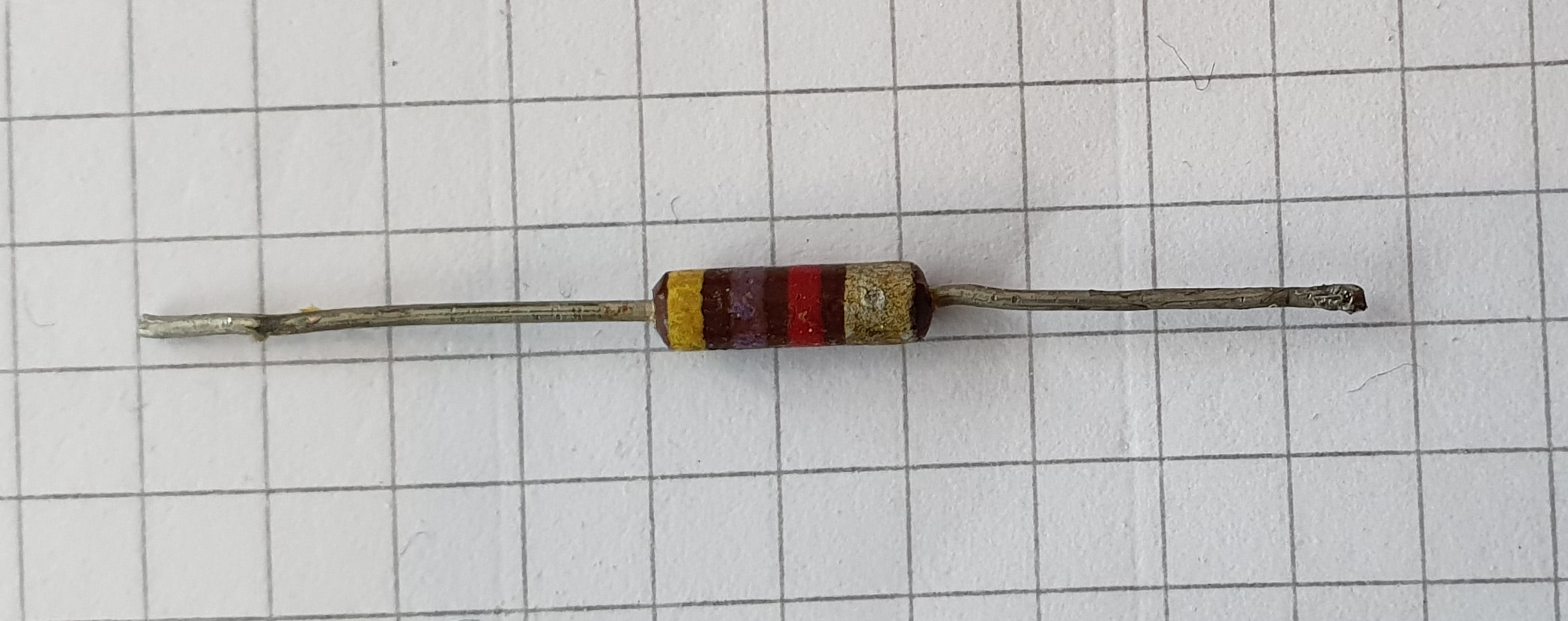
Kohlemassewiderstand, 4K7, 10 %

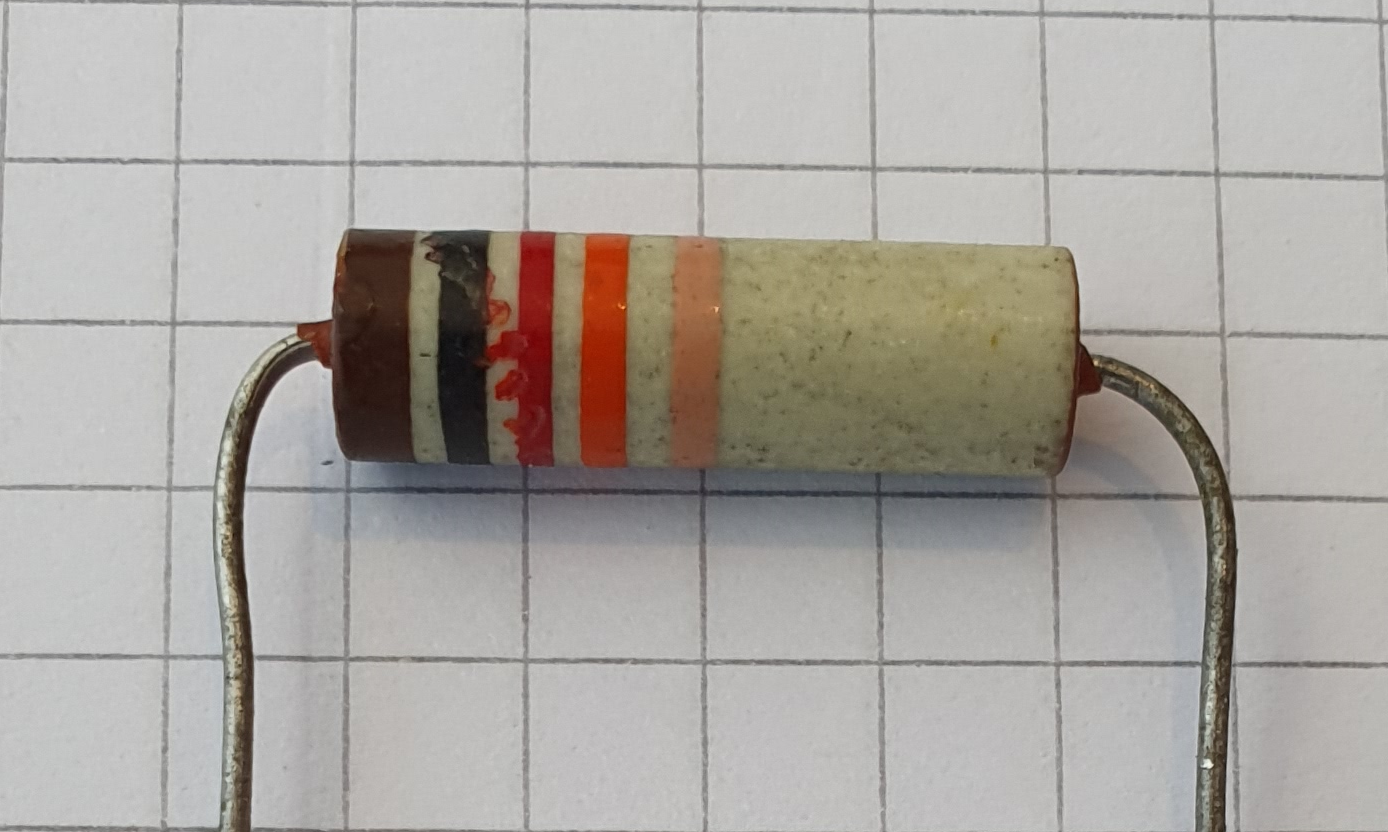
Kohlemassewiderstand, ca. 1,3 KOhm

## Allgemeines
Kohlemassewiderstände sind seit den Anfängen des 20. Jahrhunderts bekannt. Sie wurden hauptsächlich in Röhrenradios und Röhrenfernsehern, aber auch in professionellen elektronischen Geräten wie Funksendern und Impulsgeneratoren verwendet.
Im Jahre 2022 werden sie selten eingesetzt, sie können oft durch den stabileren Keramikmassewiderstand ersetzt werden.
Kohlemassewiderstände sind gegenüber Drahtwiderständen billiger, halten höheren Impuls-Überlastungen stand, sind niedriginduktiv, aber sehr instabil (Langzeitverhalten, Toleranzen, Alterung, Temperaturkoeffizient).

## Aufbau und Herstellung

### Widerstandsmaterial

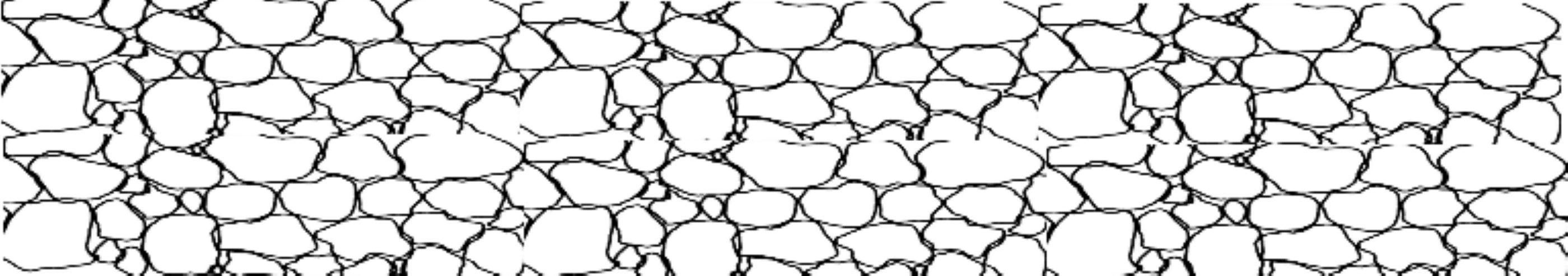
Struktur Kohlemassewiderstand

Das widerstandbestimmende Material besteht vor dem Sintern aus drei Komponenten in unterschiedlichen Mischungsverhältnissen:
- Graphitpulver
- Oxidpulver (oft Aluminiumoxid, Al2O3)
- Kunststoff/Bindemittel

Je nach gewünschtem Widerstandswert bzw. maximaler geplanter Verlustleistung des Widerstandskörpers wird diese Masse in Zylinderformen gepresst und in reduzierender Atmosphäre gesintert. Dabei kommt es je nach Brenndauer und -temperatur zu einer Anordnung von leitenden, teilweise einander berührenden Kohlekörnchen in einer nichtleitenden Keramikmatrix. Aus diesem mikroskopisch inhomogenen Aufbau resultiert die Instabilität der Kenngrößen des Kohlemassewiderstands.

### Gehäuse und Kontaktierung

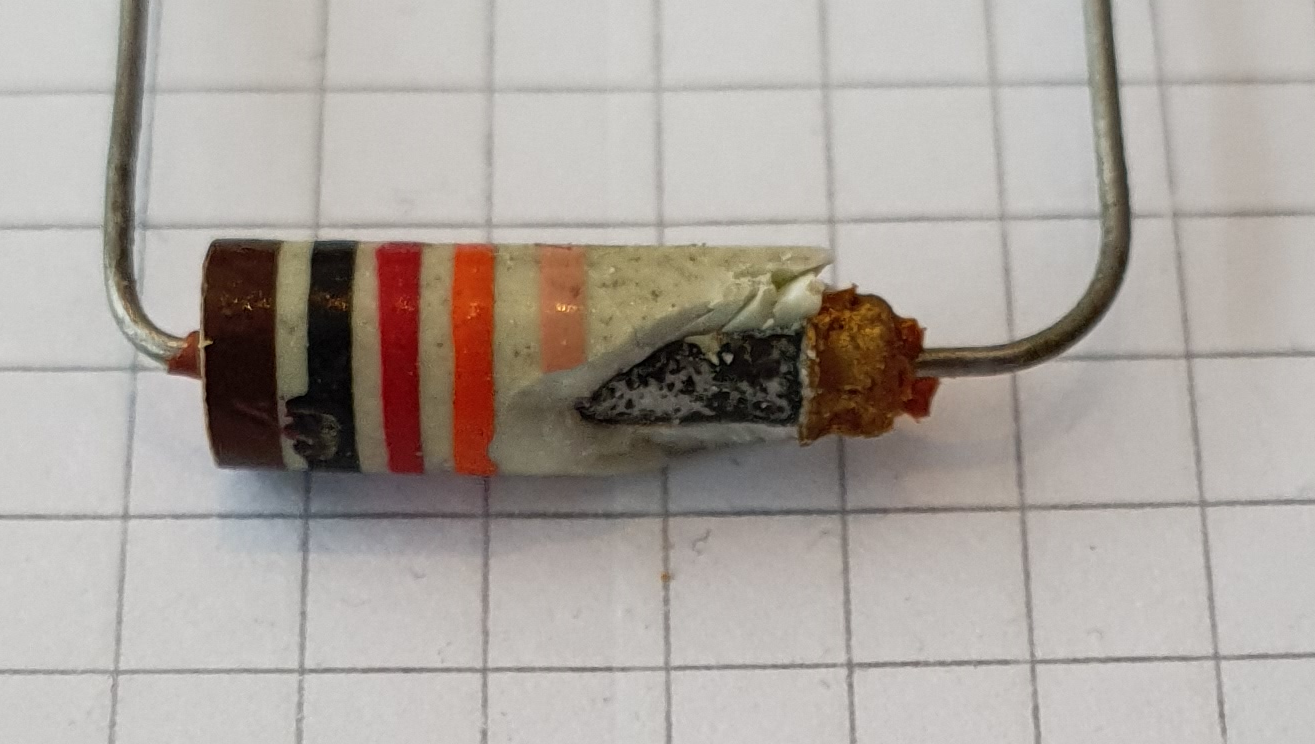
Aufgebrochener Kohlemassewiderstand

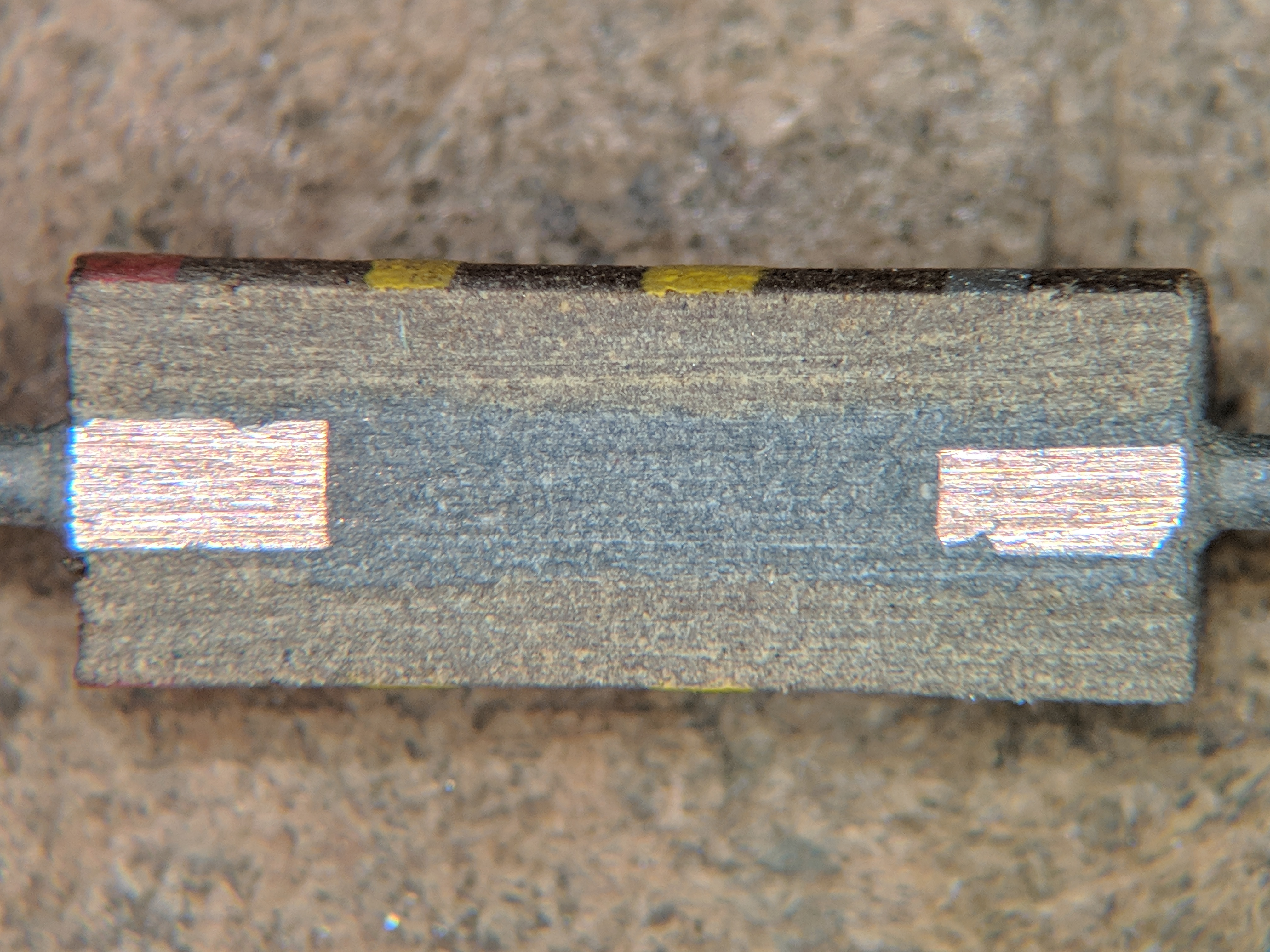
Schliffbild eines Kohlemassewiderstands

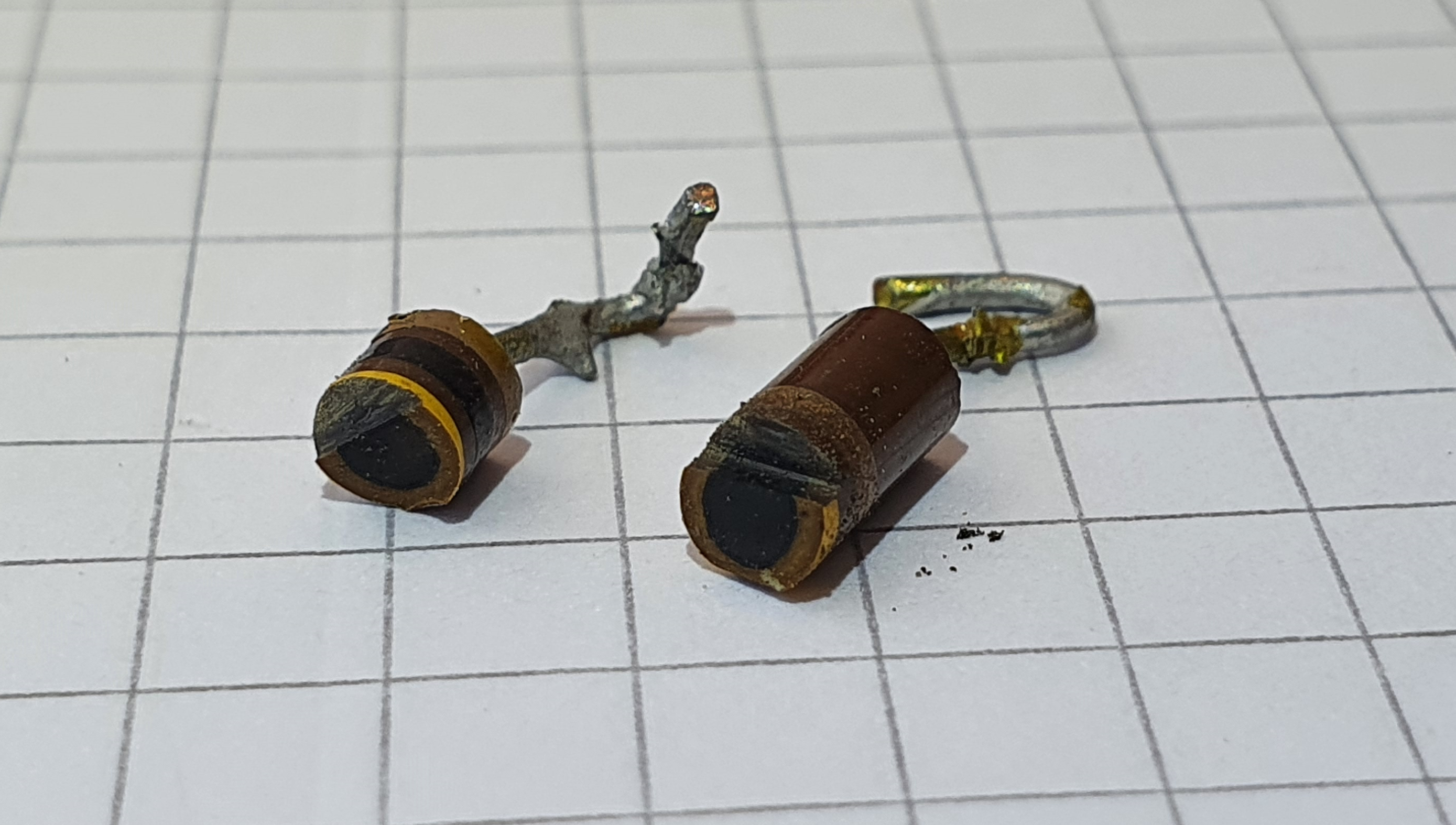
Kohlemassewiderstand, angesägt und gebrochen

Im frühen 20. Jahrhundert wurden die zylinderförmigen Widerstandsrohlinge zunächst ohne isolierende Hülle gefertigt. Die Kontaktierung erfolgte durch um die Enden gewickelte, verlötete Drähte. Ggf. wurde Lack in verschiedenen Farben aufgebracht um den Wert des Widerstandes zu kodieren.
In späterer Zeit wurden die Anschlussdrähte mit in den Widerstandskörper eingepresst oder die Kontaktierung erfolgte über Kappen an den Enden. Die Widerstände wurden mit Keramik oder Duroplast umhüllt, um den Widerstandskörper vor Feuchtigkeit und Schmutz zu schützen.

## Kenngrößen

### Widerstandswert
Kohlemassewiderstände sind in Werten vom Ohm- bis in den Megaohm-Bereich gemäß den E-Reihen E6, E12 und E24 erhältlich.

### Toleranzen
Kohlemassewiderstände wurden mit den Toleranzen 20 %, 10 % und 5 % angeboten.
Da der Herstellungsprozess keinen Abgleich beinhaltet, sind die Fertigungstoleranzen sehr hoch. Deswegen werden die Widerstände gefertigt und danach gemessen und sortiert.

### Stabilität
Die Stabilität des Widerstandswertes ist vergleichsweise schlecht. Zur Fertigungstoleranz von bis zu 20 % können sich weitere Abweichungen bei Belastung, Alterung oder schwankender Temperatur und Feuchte addieren. So kann sich der Widerstandswert selbst bei Nichtgebrauch durch Alterungsvorgänge bereits um ca. 5 % pro Jahr nach oben verändern. Bei Gebrauch bei 150 °C können sogar 15 % Abweichung auftreten.
Ein einmaliger Belastungsimpuls kann den Widerstandswert dauerhaft um mehrere Prozent ändern, ohne den Widerstand zu zerstören.
Der Temperaturkoeffizient ist typisch negativ und kann zum Beispiel −1200 ppm betragen. Zum Vergleich: Schichtwiderstände haben Werte von ±50 bis ±100ppm.

### Rauschen
Durch den inneren Aufbau rauschen Kohlemassewiderstände stark (Stromrauschen, zusammengesetzt aus Schrot- bzw. Funkelrauschen). Dies kann sich in Signalpfaden sehr störend bemerkbar machen (z. B. Audio- oder Messtechnik).

### Linearität
Je nach der über dem Widerstand liegenden Spannung (ca. ab 100 V) kommt es zu störenden Nichtlinearitäten, da sich die Strompfade innerhalb des Widerstandes durch die verschiedenen elektrische Feldstärken an den Korngrenzen verändern.

### Pulsbelastbarkeit
Die Pulsbelastbarkeit ist sehr hoch. Durch die Konstruktion kann der Widerstand höhere Pulsenergien absorbieren als die meisten anderen Widerstandsbauarten.

## Bauformen
Es sind axial bedrahtete oder radial kontaktierte Zylinderformen üblich.

## Einsatzgebiete
Die hohe Pulsbelastbarkeit ermöglicht Einsatzgebiete, wo hohe elektrische Impulse sicher ertragen werden müssen, wie Entladewiderstände oder Hochspannungs-Impulsgeneratoren.